# Carl Curt Hosseus
Carl Curt Hosseus, né le 11 août 1878 à Stromberg et mort le 4 mai 1950 à Córdoba en Argentine, est un botaniste allemand.

## Œuvres
- (de) Die aus Siam bekannten Acanthaceen, 1907
- (de) Beitrage Zur Flora Siams, 1910
- (de) Die botanischen Ergebniss miner Expedition nach Siam, 1911
- (de) Die Pflanzenwelt Bad Reichenhalls und seiner Berge auf Geographisch-Geologischer Grundlage, Bad Reichenhall, 1911
- (es) Musgos de la Republica Argentina : Contribucion al conocimiento de los Musgos de la Provincia de Cordoba (Argentina), Cordoba, 1937-1938
- (es) (avec Theodor Carl Julius Herzog)  	Contribucion al conocimiento de la Flora Briofita del Sur de Chile, Cordoba, 1938

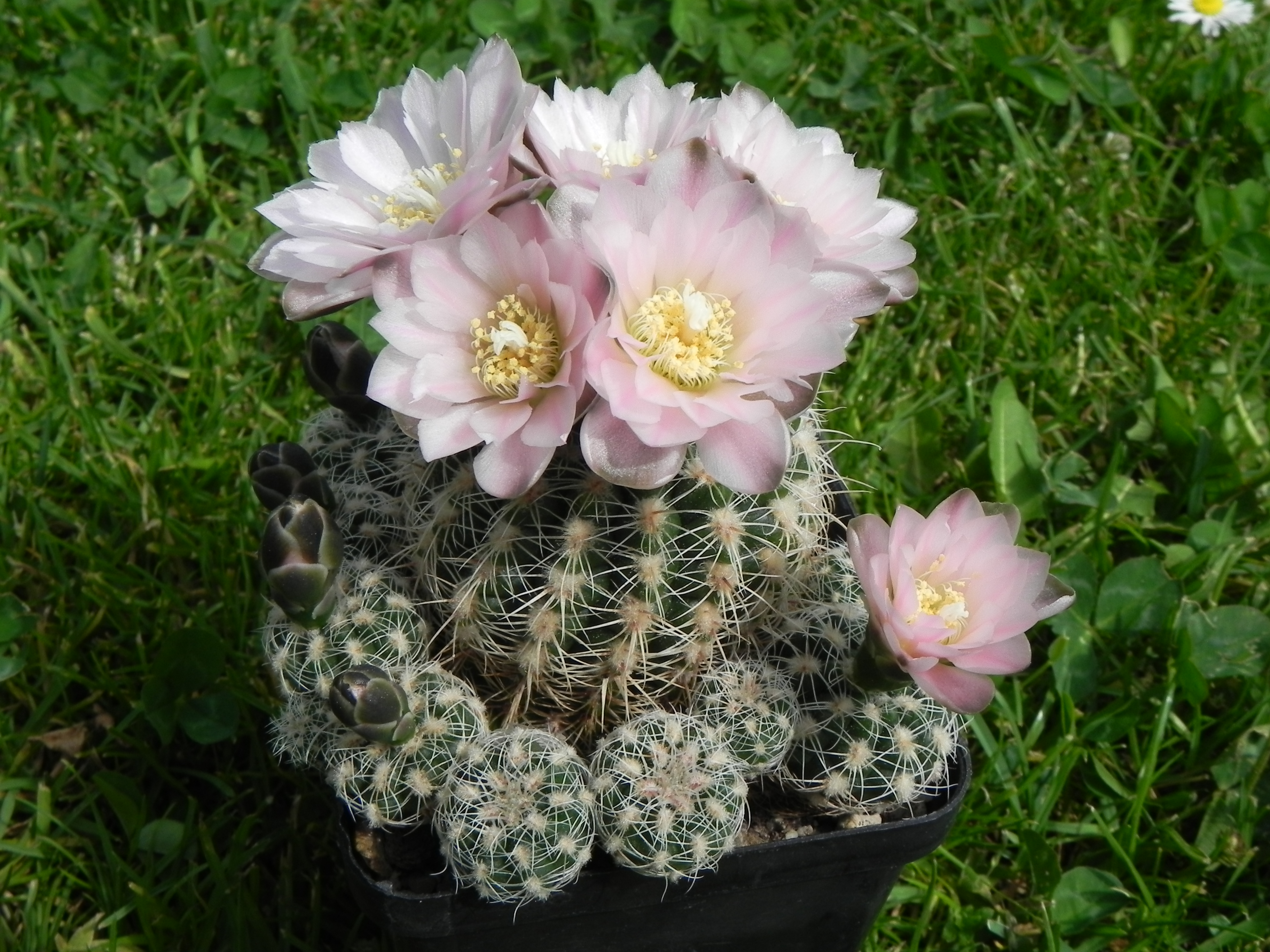
Un cactus sud-américain du genre Gymnocalycium décrit par C. C. Hosseus